# Puisieulx
Puisieulx is een gemeente in het Franse departement Marne (regio Grand Est) en telt 345 inwoners (1999). De plaats maakt deel uit van het arrondissement Reims.
De gemeente staat op de lijst van grand cru-gemeenten van de Champagne. Dat betekent dat alle druiven uit de wijngaarden binnen deze gemeente, ongeacht de bodem en de ligging, een "grand cru" champagne leveren. De plaats dankt deze klassering aan de nabijheid van Reims, belangrijk voor het vervoer van de druiven in een tijd van vóór de moderne vrachtwagens.

## Geografie
De oppervlakte van Puisieulx bedraagt 9,0 km², de bevolkingsdichtheid is 38,3 inwoners per km².
De onderstaande kaart toont de ligging van Puisieulx met de belangrijkste infrastructuur en aangrenzende gemeenten.

## Demografie
Onderstaande figuur toont het verloop van het inwonertal (bron: INSEE-tellingen).